# Glossosoma unguiculatum
Glossosoma unguiculatum är en nattsländeart som beskrevs av Martynov 1925. Glossosoma unguiculatum ingår i släktet Glossosoma och familjen stenhusnattsländor. Inga underarter finns listade i Catalogue of Life.